# Ringberg (Suhl)
Der Ringberg mit dem Hotel Ringberghaus ist ein 745,2 Meter hoher Berg im Stadtgebiet von Suhl in Thüringen.
Der Ringberg gilt als Nebengipfel des Adlersberges im Thüringer Wald. Der forstwirtschaftlich genutzte Ringberg befindet sich am östlichen Stadtrand und wird am Südhang durch die Landesstraße L 1140 tangiert, von der mehrere Zufahrtsstraßen abzweigen. An der Straße befindet sich auch der Tierpark in Suhl. 
Das Hotel Ringberghaus befindet sich in Gipfellage und war ursprünglich ein Ferienhotel der Vereinigung der gegenseitigen Bauernhilfe (VdgB). Es wurde 1979 mit dem Ziel eröffnet, Bauern aus ländlichen Gebieten der DDR einen Urlaubsaufenthalt in den Bergen des Thüringer Waldes zu ermöglichen. Zugleich sollte es als ein Wahrzeichen des Sozialismus in der Stadt Suhl dienen.